# Сремски округ (1849—1850)
Сремски округ је био један од три округа Војводства Србије и Тамишког Баната (крунске области Аустријског царства) између 1849. и 1850. године.

## Историја
Војводство Србија и Тамишки Банат формирано је 1849. године и првобитно је подељено на три округа: Сремски, Бачко-торонталски и Темишварско-крашовски. 1850. године је војводство подељено на пет округа, а подручје Сремског округа је ушло у састав новог Новосадског округа.

## Географија
Сремски округ је укључивао северни Срем. Граничио се са Бачко-торонталским округом на северу, аустријском Војном крајином на југу и истоку, као и аустријском Краљевином Славонијом на западу.

## Градови
Најважнији градови у округу:
- Илок
- Инђија
- Ириг
- Каменица
- Рума
- Шид

Изузев Илока који се данас налази у Хрватској, сви поменути градови су данас у саставу Србије.